# I nuovi bestsellers
I nuovi bestsellers è una collana di libri rosa, di storie di donne con amori, amicizie, e sentimenti, stampati dal 1984 dalla Harlequin Mondadori Italia, una società nata nel marzo del 1981 con una joint venture fra l'italiana Arnoldo Mondadori Editore e la canadese Harlequin Enterprises.
Dal 1999 vengono pubblicati quattro libri ogni due mesi, poi sono stati ristampati o proposti in due versioni di questa collana, nei quali si troveranno romanzi all'insegna del giallo e del mistero. La versione HM non ha una numerazione riporta solo tale scritta sul dorso, invece la versione Special, riporta due tipi di numerazione la prima è dall'1 al 30 e la seconda dall'1s al 72s, invece dal 73s in copertina viene rinominato con il nome Noir Extreme facendo sempre parte della serie i nuovi bestsellers special. Questi libri sono scritti al 90% dalla mano femminile.

## Elenco dei volumi
| N.  | Titolo italiano                          | Autore                             | Titolo originale                      | Pubblicazione  |
| --- | ---------------------------------------- | ---------------------------------- | ------------------------------------- | -------------- |
| 1   | Concerto selvaggio                       | Anne Mather                        | (Wild concerto)                       | 1984           |
| 2   | Dal buio una donna                       | Charlotte Lamb                     | (Violation)                           |                |
| 3   | L'ombra del passato                      | Barbara Delinsky                   | (Finger Prints)                       | 1985           |
| 4   | Tessitrice di sogni                      | Felicia Gallant & Rebecca Flanders | (Daydreams)                           |                |
| 5   | Carosello di cuori                       | Beverly Sommers                    | (Ride a painted pony)                 | 1985           |
| 6   | Ribelle per vocazione                    | Anne Mather                        | (Hidden in the flame)                 | 1985           |
| 7   | L'occhio del ciclone                     | Maura Seger                        | (Eye of the Storm)                    | 1986           |
| 8   | L'eco del tuono                          | Maura Seger                        | (Echo of Thunder)                     | 1986           |
| 9   | Schegge di cielo                         | Marianne Willman                   | (Pieces of Sky)                       | 1987           |
| 10  | Il drago d'oro                           | Tom Cooper                         | (Triad of Knives)                     | 1987           |
| 11  | Tra finzione e realtà                    | Elizabeth Lowell                   | (Tell Me No Lies)                     | 1987           |
| 12  | L'alba del domani                        | Maura Seger                        | (Edge of Dawn)                        | 1988           |
| 13  | La tempesta di sabbia                    | Erin Yorke                         | (Desert Rose)                         | 1988           |
| 14  | Zingara                                  | Carole Mortimer                    | (Gypsy)                               | 1988           |
| 15  | Lotta di potere                          | Tom Cooper                         | (War moon)                            | 1988           |
| 16  | Oltre il coraggio                        | Patricia Potter                    | (Swampfire)                           | 1988           |
| 17  | Un volto, due destini                    | Andrew Neiderman                   |                                       | 1988           |
| 18  | Accadde alla scala                       | Marina Keel                        |                                       | 1988           |
| 19  | Spirito ribelle                          | Erin Yorke                         | (Scandalous Spirits)                  | 1988           |
| 20  | La fabbrica dei sogni                    | Benjamin Stein                     |                                       | 1989           |
| 21  | In fondo al labirinto                    | Patricia Matthews                  | (Enchanted)                           | 1989           |
| 22  | A tutti i costi                          | Jocelyn Haley                      |                                       | 1989           |
| 23  | Il sole sorgerà                          | Kathleen Eagle                     | (Sunrise Song)                        | 1989           |
| 24  | Magica illusione                         | Andrew Neiderman                   |                                       | 1989           |
| 25  | Un angelo all'inferno                    | Kristin James                      | (Satan's angel)                       | 1989           |
| 26  | Giochi proibiti                          | Penny Jordan                       | (Power Play)                          | 1989           |
| 27  | La sposa promessa                        | LaVyrle Spencer                    | (Vows)                                |                |
| 28  | Compagne di scuola                       | Ruth Walker                        |                                       |                |
| 29  | Né vincitori, né vinti                   | Lynn Bartlett                      |                                       |                |
| 30  | Ad alto rischio                          | Patricia Bloom                     |                                       |                |
| 31  | Riflessi                                 | Patricia Matthews                  |                                       |                |
| 32  | Catene spezzate                          | Veronica Sattler                   | (Jesse's lady)                        |                |
| 33  | Fuochi nella savana                      | John Arthur Long                   |                                       |                |
| 34  | Giocare d'azzardo                        | LaVyrle Spencer                    | (The Gamble)                          |                |
| 35  | Cronaca di una vita                      | Elaine Bissel                      |                                       |                |
| 36  | L'assedio                                | Christina Laffeaty                 |                                       |                |
| 37  | Un po’ per vivere, un po’ per non morire | Alan Ebert                         |                                       |                |
| 38  | Una scuola nella prateria                | LaVyrle Spencer                    | (Years)                               |                |
| 39  | Dietro l'immagine                        | Justine Valenti                    |                                       |                |
| 40  | Diario di bordo                          | Shannon Ocork                      |                                       |                |
| 41  | Giorni di gloria                         | LaVyrle Spencer                    | (Morning Glory)                       |                |
| 42  | La principessa del sud                   | Maura Seger                        | (Princess McGee)                      |                |
| 43  | Liberi di ricominciare                   | Barbara Delinsky                   | (Three wishes)                        | 1990           |
| 44  | La nave della speranza                   | Willo Davis Roberts                |                                       | 1990           |
| 45  | Kitty Collins                            | Philip Gould                       |                                       | 1990           |
| 46  | La casa sulla collina                    | LaVyrle Spencer                    | (Twice Loved)                         | 1990           |
| 47  | La vita è vita                           | Susan Dworkin                      |                                       | 1990           |
| 48  | Zaffiro blu                              | Patricia Matthews                  | (Sapphire)                            | 1991           |
| 49  | Più forte dell'amore                     | Maxine Paetro                      |                                       | 1991           |
| 50  | L'isola dei cigni                        | Ciji Ware                          | (Island of the swans)                 | 1991           |
| 51  | Beverly Hills                            | Pamela Beck & Patti Massman        |                                       |                |
| 52  | L'uomo venuto dal mare                   | Laura Simon                        | (Until I Return)                      |                |
| 53  | Letti separati                           | LaVyrle Spencer                    | (Separate Beds)                       |                |
| 54  | Verso l'orizzonte                        | Shannon Ocork                      |                                       |                |
| 55  | Quasi una vita                           | Marina Keel                        | (Madawaska)                           |                |
| 56  | La valle del sole                        | Willo Davis Roberts                |                                       |                |
| 57  | Il volto della notizia                   | Norma Beishir                      |                                       |                |
| 58  | Cuori selvaggi                           | DeLoras Scott                      | (Bittersweet)                         |                |
| 59  | Gli angeli di mezzanotte                 | Norma Beishir                      |                                       |                |
| 60  | Stella                                   | Elizabeth Lane                     | (Morning Star)                        |                |
| 61  | Parata d'onore                           | Jeanne Day Lord                    |                                       |                |
| 62  | Devil Sahib                              | Marjorie Shoebridge                | (Devil Sahib)                         |                |
| 63  | Le ombre della luna                      | Jay Allerton                       |                                       |                |
| 64  | Rivalità                                 | Dona Vaughn                        |                                       |                |
| 65  | Segreti                                  | Nora Roberts                       | (Public Secrets)                      |                |
| 66  | Le ragioni del cuore                     | Norma Beishir                      |                                       |                |
| 67  | Un ragionevole dubbio                    | Sandra Brown                       | (Best Kept Secrets)                   | 1992           |
| 68  | Partners                                 | Carolyn Bransford                  |                                       | 1992           |
| 69  | Codice d'onore                           | Mark Vakkur                        |                                       | 1992           |
| 70  | La voce degli altri                      | Paola Foti                         |                                       | 1992           |
| 71  | Verso il paradiso                        | Sandra Brown                       | (Slow Heat In Heaven)                 | 1992           |
| 72  | ...e Rosamary?                           | Christine Arness                   |                                       |                |
| 73  | Bugie                                    | Nora Roberts                       | (Genuine Lies)                        |                |
| 74  | Vite segrete                             | Diane Chamberlain                  | (Secret lives)                        | 1993           |
| 75  | Canzoni d'amore                          | Katherine Stone                    |                                       |                |
| 76  | Amicizia                                 | Savannah Stewart                   |                                       |                |
| 77  | Le passioni di Chelsea Kane              | Barbara Delinsky                   | (The Passions of Chelsea Kane)        |                |
| 78  | Solitarie                                | Norma Beishir                      | (Solitaire)                           |                |
| 79  | L'eredità                                | Maxine Paetro                      |                                       |                |
| 80  | La soluzione                             | Harrison Arnston                   |                                       |                |
| 81  | Alla luce del faro                       | Diane Chamberlain                  | (Keeper for the light)                |                |
| 82  | Tempo di vincere                         | Marina Keel                        |                                       |                |
| 83  | Una donna tradita                        | Barbara Delinsky                   | (A Woman Betrayed)                    |                |
| 84  | Sogni                                    | Nomi Berger                        |                                       |                |
| 85  | Sciarada                                 | Robin St.Thomas                    |                                       |                |
| 86  | Stella di carta                          | Mary Rose Hayes                    |                                       |                |
| 87  | Voglia di verità                         | Penny Richards                     |                                       |                |
| 88  | La grande casa                           | Samantha Howard                    |                                       |                |
| 89  | Solo per signore                         | Trevor Meldal-Johnsen              |                                       |                |
| 90  | Male divino                              | Nora Roberts                       | (Divine Evil)                         |                |
| 91  | Privato e pubblico                       | Lindsey Mitchell                   |                                       |                |
| 92  | Illusioni                                | Jessica Gregory                    |                                       |                |
| 93  | L'ultima stella                          | Sandra Bregman                     |                                       |                |
| 94  | Riflessi di seta                         | Robert McKintosh                   |                                       |                |
| 95  | Passioni                                 | Suzannah O'Neill                   |                                       |                |
| 96  | Paure                                    | Catherine Coulter                  | (Beyond Eden)                         |                |
| 97  | L'ultima occasione                       | Margot Abbott                      |                                       |                |
| 98  | Ambizioni                                | Judith Gould                       |                                       |                |
| 99  | Il club delle vedove                     | Dorothy Cannell                    |                                       |                |
| 100 | L'araba fenice                           | Mollie Gregory                     |                                       |                |
| 101 | Dettagli                                 | Marisa Carroll                     | (Wedding Invitation)                  |                |
| 102 | Il trucco                                | Catherine Judd                     |                                       |                |
| 103 | L'inganno                                | Ginger Chambers                    |                                       |                |
| 104 | Le rivali                                | Risa Kirk                          |                                       |                |
| 105 | Due verità                               | Peg Sutherland                     |                                       |                |
| 106 | Ombre                                    | Lynn Erickson                      | (Out of Darkness)                     | novembre 1995  |
| 107 | Lo sconosciuto                           | Rachel Lee                         | (A conard county reckoning)           |                |
| 108 | L'oscar                                  | Elise Title                        | (The Oscar)                           |                |
| 109 | Vite scambiate                           | JoAnn Ross                         | (Legacy of lies )                     | marzo 1996     |
| 110 | Ricordi lontani                          | Jasmine Cresswell                  | (Desire & deceptions)                 | Marzo 1996     |
| 111 | Peccato mortale                          | Janice Kaiser                      |                                       | 1996           |
| 112 | Donne                                    | Penny Jordan                       | (For Better for Worse)                | 1996           |
| 113 | Alta società                             | Heather Graham                     | (Slow burn)                           | 1996           |
| 114 | Aspen                                    | Lynn Erickson                      | (Aspen)                               | luglio 1996    |
| 115 | La confessione                           | JoAnn Ross                         | (Confessions)                         | Luglio 1996    |
| 116 | Domani e sempre                          | Barbara Bretton                    | (Tomorrow and always)                 | 1996           |
| 117 | Intrecci                                 | Penny Jordan                       | (Cruel Legacy)                        | 1996           |
| 118 | Non rubarmi il cuore                     | Laura Van Wormer                   | (The last lover)                      | 1996           |
| 119 | I sogni di Red                           | Erica Spindler                     | (Red)                                 | novembre 1996  |
| 120 | L'ultimo addio (romanzo)                 | Charlotte Vale Allen               |                                       |                |
| 121 | Gloria                                   | Erica Spindler                     | (Forbidden fruit)                     | gennaio 1997   |
| 122 | La giuria                                | Laura Van Wormer                   | (Jury duty)                           |                |
| 123 | Due di noi                               | Margot Dalton                      | (Tangled lives)                       | marzo 1997     |
| 124 | Non solo angeli                          | Taylor Smith                       |                                       |                |
| 125 | Claudia                                  | Charlotte Vale Allen               | (Claudia's Shadow)                    |                |
| 126 | Peccati inconfessabili                   | Jasmine Cresswell                  | (Secret Sins)                         |                |
| 127 | Farfalle                                 | Erica Spindler                     | (Fortune)                             | luglio 1997    |
| 128 | Tentazioni                               | Anne Mather                        | (Dangerous Temptation)                | 1997           |
| 129 | L'assassinio                             | Janice Kaiser                      |                                       |                |
| 130 | La preda                                 | Lynn Erickson                      | (Night wishper)                       | novembre 1997  |
| 131 | Lili!                                    | Barbara Bretton                    | (Guilty Pleasures)                    | 1997           |
| 132 | Prima pagina                             | Rebecca Brandewyne                 | (Glory seekers)                       | gennaio 1998   |
| 133 | Porta a porta                            | Debbie Macomber                    | (This Matter of Marriage)             | 1998           |
| 134 | Fiori d'acciaio                          | Rona Jaffre                        |                                       |                |
| 135 | Il testimone                             | Margot Dalton                      |                                       |                |
| 136 | Mistero                                  | Jennifer Blake                     | (Garden of Scandal)                   |                |
| 137 | Senso di colpa                           | Mary Lynn Baxter                   | (Lone Star Heat )                     |                |
| 138 | Lungo il fiume                           | Emilie Richards                    | (Iron Laces)                          |                |
| 139 | Gioco e doppio gioco                     | Taylor Smith                       | (The best of enemies)                 |                |
| 140 | L'ultima scelta                          | Dallas Schulze                     | (Home to Eden)                        |                |
| 141 | L'altra verità                           | Emilie Richards                    |                                       |                |
| 142 | Minacce                                  | Laura Van Wormer                   | (Just for the summer)                 |                |
| 143 | Un uomo, tre donne                       | Catherine Lanigan                  |                                       |                |
| 144 | Vendetta                                 | Rachel Lee                         | (A Fateful Choice)                    |                |
| 145 | Molly                                    | JoAnn Ross                         | (No regrets)                          | settembre 1998 |
| 146 | Realtà invisibile                        | Heather Graham                     | (If looks could kill)                 | Settembre 1998 |
| 147 | Veleni                                   | Emma Darcy                         | (The secrets within)                  | 1998           |
| 148 | Rosa shocking                            | Erica Spindler                     | (Shocking pink)                       | novembre 1998  |
| 149 | Facili virtù                             | Janice Kaiser                      |                                       |                |
| 150 | Ossessione                               | Elizabeth Gage                     |                                       |                |
| 151 | La prova                                 | Margot Dalton                      | (Second Thoughts)                     | gennaio 1999   |
| 152 | Delitto perfetto                         | Heather Graham                     | (Never sleep with strangers)          | Gennaio 1999   |
| 153 | Giochi proibiti (2ª ed.)                 | Penny Jordan                       | (Power Play)                          | 1999           |
| 154 | Diamanti                                 | Mary Lynn Baxter                   | (Hard Candy )                         |                |
| 155 | Il cacciatore                            | Erica Spindler                     | (Cause for alarm)                     | Gennaio 1999   |
| 156 | Montana                                  | Debbie Macomber                    | (Montana)                             | 1999           |
| 157 | Ricordi lontani (2ª ed.)                 | Jasmine Cresswell                  | (Desire & deceptions)                 | marzo 1999     |
| 158 | L'evaso                                  | Lynn Erickson                      | (The eleventh hour)                   | Marzo 1999     |
| 159 | Magie                                    | JoAnn Ross                         | (A Woman's heart )                    | maggio 1999    |
| 160 | Una famiglia perfetta                    | Penny Jordan                       | (The Perfect Father)                  |                |
| 161 | Peccato mortale (2ª ed.)                 | Janice Kaiser                      |                                       |                |
| 162 | La lunga attesa                          | Catherine Lanigan                  | (Elusive love)                        |                |
| 163 | Per una bambola                          | Sharon Sala                        | (Sweet baby)                          | luglio 1999    |
| 164 | Il bianco e il nero                      | Helen R. Myers                     | (Come sundown)                        | 199            |
| 165 | Alta società (2ª ed.)                    | Heather Graham                     | (Slow burn)                           | 1999           |
| 166 | Fattore X                                | Jasmine Cresswell                  | (Disappearance)                       | 1999           |
| 167 | Appartamenti con vista                   | Laura Van Wormer                   |                                       | 1999           |
| 168 | Splendide bugie                          | Emilie Richards                    | (Beautiful Lies)                      | 1999           |
| 169 | Silver                                   | Penny Jordan                       | (Silver)                              | 1999           |
| 170 | Tenera malizia                           | Catherine Lanigan                  | (Tender malice)                       | novembre 1999  |
| 171 | Rischio mortale                          | Rebecca Brandewyne                 | (High Stakes)                         | Novembre 1999  |
| 172 | Cieli sconosciuti                        | Diane Chamberlain                  | (Breaking the silence)                | Novembre 1999  |
| 173 | Aspen (2ª ed.)                           | Lynn Erickson                      | (Aspen)                               | Novembre 1999  |
| 174 | Accadde a Parigi                         | Diana Palmer                       | (Once in Paris)                       | gennaio 2000   |
| 175 | Gli avventurieri                         | Carla Neggers                      | (Kiss the Moon)                       | Gennaio 2000   |
| 176 | La scelta                                | Margot Dalton                      | (The Third Choice)                    | Gennaio 2000   |
| 177 | Non rubarmi il cuore (2ª ed.)            | Laura Van Wormer                   | (The last lover)                      | Gennaio 2000   |
| 178 | Riflessi sull'acqua                      | Debbie Macomber                    | (Moon Over Water)                     | marzo 2000     |
| 179 | Doppia vita                              | Catherine Lanigan                  |                                       | Marzo 2000     |
| 180 | Voglia di giustizia                      | Christiane Heggan                  | (Deception)                           | Marzo 2000     |
| 181 | L'oscar (2ª ed.)                         | Elise Title                        |                                       | Marzo 2000     |
| 182 | Il cerchio si chiude                     | Karen Young                        | (Full circle)                         | maggio 2000    |
| 183 | Zona d'ombra                             | Meg O'Brien                        | (Crashing Down)                       | Maggio 2000    |
| 184 | Donne vincenti                           | Laura Van Wormer                   |                                       | Maggio 2000    |
| 185 | La voce del mare (2ª ed.)                | Heather Graham                     | (Eyes of fire)                        | Maggio 2000    |
| 186 | Il club degli innocenti                  | Taylor Smith                       | (The Innocents Club)                  | luglio 2000    |
| 187 | La posta in gioco                        | R.J.Kaiser                         | (Payback)                             | Luglio 2000    |
| 188 | Gli occhi dell'anima                     | Mary Alice Monroe                  |                                       | Luglio 2000    |
| 189 | I sogni di Red (2ª ed.)                  | Erica Spindler                     | (Red)                                 | Luglio 2000    |
| 190 | Duplice segreto                          | Sharon Sala                        |                                       | settembre 2000 |
| 191 | Allo sbaraglio                           | Karen Harper                       |                                       | Settembre 2000 |
| 192 | Angelo nero                              | Erica Spindler                     | (All Fall Down)                       | Settembre 2000 |
| 193 | La confessione (2ª ed.)                  | JoAnn Ross                         | (Confessions)                         | Settembre 2000 |
| 194 | Scritto sulla sabbia                     | Diane Chamberlain                  | (Summer's child)                      | novembre 2000  |
| 195 | Il dono                                  | Penny Jordan                       | (To Love, Honour and Betray)          | Novembre 2000  |
| 196 | Circolo vizioso                          | Helen R. Myers                     | (More Than You Know)                  | Novembre 2000  |
| 197 | Due famiglie, un segreto (2ª ed.)        | Patricia Coughlin                  | (Love child)                          | Novembre 2000  |
| 198 | Doppio delitto                           | Margot Dalton                      | (Fourth Horseman)                     | gennaio 2001   |
| 199 | Mercanti di morte                        | Jasmine Cresswell                  | (The Inheritance)                     | Gennaio 2001   |
| 200 | Il nemico nascosto                       | Carla Neggers                      | (The Waterfall)                       | Gennaio 2001   |
| 201 | Il blu sopra le nuvole                   | Penny Jordan                       | (Lingering shadows)                   | Gennaio 2001   |
| 202 | La notte più buia                        | R.J.Kaiser                         | (Jane Doe)                            | marzo 2001     |
| 203 | Il lungo inverno                         | Sharon Sala                        | (Remember me)                         | Marzo 2001     |
| 204 | Cinque storie                            | Mary Alice Monroe                  | (The book club)                       | Marzo 2001     |
| 205 | Non solo angeli (2ª ed.)                 | Taylor Smith                       |                                       | Marzo 2001     |
| 206 | La legge del silenzio                    | Diana Palmer                       | (Lord of the Desert)                  | maggio 2001    |
| 207 | Il tempo del riscatto                    | Christiane Heggan                  | (Trust no one)                        | Maggio 2001    |
| 208 | La fuga                                  | Catherine Lanigan                  |                                       | Maggio 2001    |
| 209 | Segreti (2ª ed.)                         | Nora Roberts                       | (Public Secrets)                      | Maggio 2001    |
| 210 | Il grande freddo                         | Erica Spindler                     | (Bone cold)                           | luglio 2001    |
| 211 | Il gioco della verità                    | Lynn Erickson                      | (The ripple effect)                   | Luglio 2001    |
| 212 | Viaggio fatale                           | Curtiss Ann Matlock                | (Lost Highways)                       | Luglio 2001    |
| 213 | La sfida (2ª ed.)                        | Rebecca Brandewyne                 | (Dust devil)                          | Luglio 2001    |
| 214 | Neve a Settembre                         | Rachel Lee                         | (Snow in September)                   | settembre 2001 |
| 215 | Scomparsa                                | Helen R. Myers                     | (Lost)                                | Settembre 2001 |
| 216 | La legge infranta                        | Karen Harper                       | (Down to the bone)                    | Settembre 2001 |
| 217 | Veleni (2ª ed.)                          | Emma Darcy                         | (The Secrets within)                  | Settembre 2001 |
| 218 | Tra buio e luce                          | Mary Lynn Baxter                   | (One summer evening)                  | novembre 2001  |
| 219 | Il diavolo e il convento                 | Meg O'Brien                        | (Sucred trust)                        | Novembre 2001  |
| 220 | Come una farfalla                        | Sharon Sala                        | (Butterfly)                           | Novembre 2001  |
| 221 | Scandali privati (2ª ed.)                | Nora Roberts                       | (Private scandals)                    | Novembre 2001  |
| 222 | Falsi eroi                               | Jasmine Cresswell                  | (The refuge)                          | gennaio 2002   |
| 223 | In viaggio verso casa                    | Fiona Hood Stewart                 |                                       | Gennaio 2002   |
| 224 | Piovuti dal cielo                        | Ann Major                          | (Wild enough for Willa)               | Gennaio 2002   |
| 225 | Molly (2ª ed.)                           | JoAnn Ross                         | (No regrets)                          | Gennaio 2002   |
| 226 | Quattro sorelle                          | Mary Alice Monroe                  | (The Four Seasons)                    | marzo 2002     |
| 227 | Fiducia cieca                            | Christiane Heggan                  | (Blind faith)                         | Marzo 2002     |
| 228 | Ribelle                                  | Mary Lynn Baxter                   | (Sultry)                              | Marzo 2002     |
| 229 | L'evaso (2ª ed.)                         | Lynn Erickson                      | (The eleventh hour)                   | Marzo 2002     |
| 230 | L'isola delle bugie                      | Meg O'Brien                        | (Gathering lies)                      | maggio 2002    |
| 231 | Il ritorno                               | Sharon Sala                        | (The return)                          | Maggio 2002    |
| 232 | Il sole a mezzanotte                     | Anne Stuart                        | (Shadows at sunset)                   | Maggio 2002    |
| 233 | Un uomo, tre donne (2ª ed.)              | Catherine Lanigan                  |                                       | Maggio 2002    |
| 234 | Punto a capo                             | Charlotte Hughes                   | (A New Attitude)                      | luglio 2002    |
| 235 | Dietro la facciata                       | Carla Neggers                      | (The Carriage House)                  | Luglio 2002    |
| 236 | Codice blackbird                         | Heather Graham                     | (Night of the blackbird)              | Luglio 2002    |
| 237 | Vendetta (2ª ed.)                        | Rachel Lee                         | (A Fateful Choice)                    | Luglio 2002    |
| 238 | Vite sospese                             | Rachel Lee                         | (A January Chill)                     | settembre 2002 |
| 239 | Incubo sotto la neve                     | Sharon Sala                        | (Snowfall)                            | Settembre 2002 |
| 240 | Lezioni di guida                         | Curtiss Ann Matlock                | (Driving Lessons)                     | Settembre 2002 |
| 241 | Intrecci (2ª ed.)                        | Penny Jordan                       | (Dangerous Interloper)                | Settembre 2002 |
| 242 | La congiura (2ª ed.)                     | Jasmine Cresswell                  | (The Conspiracy)                      | novembre 2002  |
| 243 | Il sipario strappato                     | Janet Leigh                        |                                       | Novembre 2002  |
| 244 | Strada senza uscita                      | Helen R. Myers                     | (Dead End)                            | Novembre 2002  |
| 245 | Belle terre (2ª ed.)                     | JoAnn Ross                         | (Southern comforts)                   | Novembre 2002  |
| 246 | Novecento                                | Fiona Hood Stewart                 |                                       | gennaio 2003   |
| 247 | Campanello d'allarme                     | Dinah McCall                       | (Storm Warning)                       | Gennaio 2003   |
| 248 | Una coppia in crisi                      | Carla Neggers                      | (The cabin)                           | Gennaio 2003   |
| 249 | Facili virtù (2ª ed.)                    | Janice Kaiser                      |                                       | Gennaio 2003   |
| 250 | Fuoco e nebbia                           | Rachel Lee                         | (July thunder)                        | marzo 2003     |
| 251 | La foresta di pietra                     | Karen Harper                       | (The stone forest)                    | Marzo 2003     |
| 252 | Rossa!                                   | Ginna Gray                         | (A prodigal daughter)                 | Marzo 2003     |
| 253 | La prova (2ª ed.)                        | Margot Dalton                      | (Second Thoughts)                     | Marzo 2003     |
| 254 | Sensi vietati                            | Mary Lynn Baxter                   | (Tempting Janey)                      | maggio 2003    |
| 255 | Scontro finale                           | Helen R. Myers                     | (Final stand)                         | Maggio 2003    |
| 256 | Ritorno al passato                       | Shirley Palmer                     |                                       | Maggio 2003    |
| 257 | Il colore dell'oro (2ª ed.)              | Janet Leigh                        |                                       | Maggio 2003    |
| 258 | L'ombra del ricatto                      | Christiane Heggan                  | (Deadly intent)                       | luglio 2003    |
| 259 | Dietro la maschera                       | Metsy Hingle                       | (Behind the Mask)                     | Luglio 2003    |
| 260 | Divisa e rossetto                        | Charlotte Hughes                   | (Hot Shot)                            | Luglio 2003    |
| 261 | Ossessione (2ª ed.)                      | Elizabeth Gage                     |                                       | Luglio 2003    |
| 262 | Ombre sul lago                           | Anne Stuart                        | (Still lake)                          | ottobre 2003   |
| 263 | L'amore possibile                        | Karen Young                        | (Private lives)                       | settembre 2003 |
| 264 | Il segreto della vita                    | Curtiss Ann Matlock                | (Cold Tea on a Hot Day)               | Ottobre 2003   |
| 265 | A carte scoperte (2ª ed.)                | Janice Kaiser                      | (Fair Game)                           | Settembre 2003 |
| 266 | L'uomo nel mirino                        | Rachel Lee                         | (With malice)                         | novembre 2003  |
| 267 | Un cottage nei boschi                    | Carla Neggers                      | (Stonebrook cottage)                  | Novembre 2003  |
| 268 | White Mountain                           | Dinah McCall                       | (White mountain)                      | Novembre 2003  |
| 269 | Il dono (2ª ed.)                         | Penny Jordan                       | (To Love, Honour and Betray)          | Novembre 2003  |
| 270 | Sogni perduti                            | Fiona Hood Stewart                 |                                       | gennaio 2004   |
| 271 | I cancelli dell'inferno                  | Helen R. Myers                     | (No sanctuary)                        | Gennaio 2004   |
| 272 | Dove la strada finisce                   | Tara Taylor Quinn                  | (Where the Road Ends)                 | Gennaio 2004   |
| 273 | La scelta (2ª ed.)                       | Margot Dalton                      | (Third Choice)                        | Gennaio 2004   |
| 274 | Amiche per sempre                        | Jodi Thomas                        | (The Widows of Wichita County)        | marzo 2004     |
| 275 | La giostra della vita                    | Sherryl Woods                      | (Ask anyone)                          | Marzo 2004     |
| 276 | Un lampo nella notte                     | Laurie Breton                      | (Final exit)                          | Marzo 2004     |
| 277 | Diamanti (2ª ed.)                        | Mary Lynn Baxter                   | (Hard candy)                          | Marzo 2004     |
| 278 | Testimone d'accusa                       | Ginna Gray                         | (The witness)                         | maggio 2004    |
| 279 | Triplice minaccia                        | Jan Coffey                         | (Triple Threat)                       | Maggio 2004    |
| 280 | Il segreto della montagna                | Carla Neggers                      | (Cold Ridge)                          | Maggio 2004    |
| 281 | Doppia vita (2ª ed.)                     | Catherine Lanigan                  |                                       | Maggio 2004    |
| 282 | Quartetto                                | Penny Jordan                       | (Now or Never)                        | luglio 2004    |
| 283 | Caccia la colpevole                      | Suzann Ledbetter                   |                                       | Luglio 2004    |
| 284 | Gioco di specchi                         | Olga Bicos                         |                                       | Luglio 2004    |
| 285 | La trappola                              | Rachel Lee                         | (Caught)                              | Luglio 2004    |
| 286 | Agguato nel parco                        | Christiane Heggan                  | (Scent of a killer)                   | settembre 2004 |
| 287 | Una terra, due anime                     | Jeanette Baker                     | (The Delaney Woman)                   | Settembre 2004 |
| 288 | Baci al cioccolato                       | Curtiss Ann Matlock                | (At the Corner of Love and Heartache) | Settembre 2004 |
| 289 | Colpevoli e innocenti                    | Brenda Novak                       | (Cold feet)                           | Settembre 2004 |
| 290 | La vedova nera                           | Meg O'Brien                        | (The Last Cheerleader)                | novembre 2004  |
| 291 | Passione assoluta                        | Mary Lynn Baxter                   | (Like silk)                           | Novembre 2004  |
| 292 | L'esca                                   | Jasmine Cresswell                  | (Full Pursuit)                        | Novembre 2004  |
| 293 | Strettamente confidenziale               | Karen Young                        | (In confidence)                       | Novembre 2004  |
| 294 | Delitti inconfessabili                   | Fiona Hood Stewart                 |                                       | gennaio 2005   |
| 295 | Notte da lupi                            | Helen R. Myers                     | (While others sleep)                  | Gennaio 2005   |
| 296 | La casa sulla scogliera                  | Ginna Gray                         | (Pale moon rising)                    | Gennaio 2005   |
| 297 | La lunga ombra                           | Sharon Sala                        | (Out of the dark)                     | Gennaio 2005   |
| 298 | Chi ha visto Mary Blaine?                | Jodi Thomas                        | (Finding Mary Blaine)                 | marzo 2005     |
| 299 | Affari di famiglia                       | Sherryl Woods                      | (Along Came Trouble)                  | Marzo 2005     |
| 300 | Tra cielo e terra                        | Laurie Breton                      | (Mortal sin)                          | Marzo 2005     |
| 301 | Più buia della notte                     | Rachel Lee                         | (Something deadly)                    | Marzo 2005     |
| 302 | Tenebre nella baia                       | Carla Neggers                      | (The harbor)                          | maggio 2005    |
| 303 | Gioco di vite                            | Tara Taylor Quinn                  |                                       | Maggio 2005    |
| 304 | I corrotti                               | R.J.Kaiser                         | (Fruitcake)                           | Maggio 2005    |
| 305 | Acqua amara                              | Jeanette Baker                     | (Chesapeake Tide)                     | Maggio 2005    |
| 306 | Prima della passione (2ª ed.)            | Diana Palmer                       | (Desperado)                           | luglio 2005    |
| 307 | La caccia                                | Jasmine Cresswell                  | (Decoy)                               | Luglio 2005    |
| 308 | Vertigine                                | Erica Orloff                       | (The Roofer)                          | Luglio 2005    |
| 309 | Memoria violenta                         | Olga Bicos                         |                                       | Luglio 2005    |
| 310 | Complotto al potere                      | Christiane Heggan                  | (The Search)                          | settembre 2005 |
| 311 | Nel nido delle tartarughe                | Mary Alice Monroe                  | (The beach House)                     | Settembre 2005 |
| 312 | Ricettario per vivere felici             | Curtiss Ann Matlock                | (Recipes for Easy Living)             | Settembre 2005 |
| 313 | Hurricane Bay (2ª ed.)                   | Heather Graham                     | (Hurricane Bay)                       | Settembre 2005 |
| 314 | Vite spezzate                            | Maggie Shayne                      | (Colder Than Ice)                     | novembre 2005  |
| 315 | In fuga                                  | Brenda Novak                       | (Every waking moment)                 | Novembre 2005  |
| 316 | L'ottava nota                            | Rebecca Brandewyne                 | (Destiny's Daughter)                  | Novembre 2005  |
| 317 | Nero acqua                               | Sharon Sala                        | (Dark water)                          | Novembre 2005  |
| 318 | Il codice di Kulkulcan                   | Rachel Lee                         | (Wildcard)                            | gennaio 2006   |
| 319 | Un tocco di giallo                       | Laurie Breton                      | (Lethal lies)                         | Gennaio 2006   |
| 320 | Giustizia finale                         | Jasmine Cresswell                  | (Final Justice)                       | Gennaio 2006   |
| 321 | Verità sotto accusa                      | Laura Caldwell                     | (Look Closely)                        | Gennaio 2006   |
| 322 | L'interprete                             | Anne Stuart                        | (Black ice)                           | marzo 2006     |
| 323 | L'errore                                 | Tara Taylor Quinn                  |                                       | Marzo 2006     |
| 324 | Detective per caso                       | Suzann Ledbetter                   |                                       | Marzo 2006     |
| 325 | Voci fuori campo                         | Merline Lovelace                   | (The Middle Sin)                      | Marzo 2006     |
| 326 | L'angelo di pietra                       | Karen Harper                       | (Dark angel)                          | maggio 2006    |
| 327 | New York, New York                       | Judith Arnold                      | (The Fixer Upper)                     | Maggio 2006    |
| 328 | Ossessione a distanza                    | Jan Coffey                         | (Five in a Row)                       | Maggio 2006    |
| 329 | Set di paura                             | Heather Graham                     | (killing Kelly)                       | Maggio 2006    |
| 330 | Ossessione perversa                      | M.J. Rose                          | (The Halo Effect)                     | luglio 2006    |
| 331 | Spari nel parco                          | Carla Neggers                      | (Night's Landing)                     | Luglio 2006    |
| 332 | Visioni                                  | Fiona Brand                        |                                       | Luglio 2006    |
| 333 | Non rubarmi il cuore (3ª ed.)            | Laura Van Wormer                   | (The last lover)                      | Luglio 2006    |
| 334 | All'inferno e ritorno                    | Sharon Sala                        | (The chosen)                          | settembre 2006 |
| 335 | Riflessi sull'acqua (2ª ed.)             | Debbie Macomber                    | (Moon Over Water)                     | Settembre 2006 |
| 336 | La valle delle ombre                     | Gwen Hunter                        | (Shadow Valley)                       | Settembre 2006 |
| 337 | La baia a mezzanotte                     | Diane Chamberlain                  | (The Bay at Midnight)                 | Settembre 2006 |
| 338 | Bouquet                                  | Jeanette Baker                     | (A Delicate Finish)                   | novembre 2006  |
| 339 | Me & Emma                                | Elizabeth Flock                    | (Me and Emma)                         | Novembre 2006  |
| 340 | Striscia pericolosa                      | Christiane Heggan                  | (Now You Die )                        | Novembre 2006  |
| 341 | Jane deve morire                         | Erica Spindler                     | (See Jane Die)                        | Novembre 2006  |
| 342 | Sull'isola                               | Heather Graham                     | (The island)                          | gennaio 2007   |
| 343 | Una finestra sul domani                  | Belva Plain                        | (After the Fire)                      | Gennaio 2007   |
| 344 | Le piramidi del potere                   | Rachel Lee                         | (The Crimson Code)                    | Gennaio 2007   |
| 345 | Il negozio in Blossom Street             | Debbie Macomber                    | (The Shop on Blossom Street)          | Gennaio 2007   |
| 346 | Giochi pericolosi                        | Erica Spindler                     | (Killer takes all)                    | marzo 2007     |
| 347 | Gli opposti si attraggono                | Carly Phillips                     | (Summer Lovin')                       | Marzo 2007     |
| 348 | Codice blackbird (2ª ed.)                | Heather Graham                     | (Night of the blackbird)              | Marzo 2007     |
| 349 | Diritto e rovescio                       | Debbie Macomber                    | (A Good Yarn)                         | Marzo 2007     |
| 350 | Quattro amiche, un delitto               | Lynne Kaufman                      | (Wild Women's Weekend)                | maggio 2007    |
| 351 | Dove batte il cuore                      | Heather MacAllister                |                                       | Maggio 2007    |
| 352 | L'angelo nero (2ª ed.)                   | Erica Spindler                     | (All fall down)                       | Maggio 2007    |
| 353 | L'anno che cambiò agni cosa              | Debbie Macomber                    | (Susannah's Garden)                   | Maggio 2007    |

### HM
| N. | Titolo italiano        | Autore            | Titolo originale       | Pubblicazione |
| -- | ---------------------- | ----------------- | ---------------------- | ------------- |
| HM | Rosa shocking          | Erica Spindler    | (Shocking pink)        |               |
| HM | Bugie                  | Nora Roberts      | (Genuine Lies)         |               |
| HM | Lungo il fiume         | Emilie Richards   | (Iron Laces)           |               |
| HM | Cieli sconosciuti      | Diane Chamberlain | (Breaking the silence) |               |
| HM | Il cacciatore          | Erica Spindler    | (Cause for alarm)      |               |
| HM | Alta società           | Heather Graham    | (Slow burn)            |               |
| HM | L'altra verità         | Emilie Richards   |                        |               |
| HM | Gli occhi dell'anima   | Mary Alice Monroe |                        |               |
| HM | Gioco e doppiogioco    | Taylor Smith      | (The best of enemies)  |               |
| HM | La legge del silenzio  | Diana Palmer      | (Lord of the desert)   |               |
| HM | Una famiglia perfetta  | Penny Jordan      | (The Perfect Father)   |               |
| HM | Scritto sulla sabbia   | Diane Chamberlain | (Summer's child)       |               |
| HM | Agguato mortale        | Candace Camp      | (A Stolen Heart)       |               |
| HM | Peccati inconfessabili | Jasmine Cresswell | (Secret Sins)          |               |
| HM | Male divino            | Nora Roberts      | (Divine Evil)          |               |
| HM | Sospetto               | Christiane Heggan | (Suspicion)            |               |
| HM | La voce del mare       | Heather Graham    | (Eyes of fire)         | 1996          |
| HM | Letti Separati         | LaVyrle Spencer   | (Separate Beds )       |               |